# Daniele Pecci
Daniele Pecci (Róma, 1970. május 23. –) olasz színész, aki 1990 óta szerepel színdarabokban. Nemzetközi hírnevét a 2004-es, Magyarországon is nagy sikert arató, Gőg című sorozatnak köszönheti. Emellett számos nagy sikerű olasz produkcióban is megmutatta színészi képességeit, köztük A hűtlenség ára című filmben és a Micsoda csaj! című vígjátéksorozatban.
2008 augusztusában született Francesco nevű fia. 2016 júniusában született lánya, Viola.